# Salvatore Ganacci
Emir Kobilić (nascido em 29 de julho de 1986), mais conhecido como Salvatore Ganacci, é um DJ e produtor nascido na Bósnia e Herzegovina, co-fundador do programa de rádio THOR em Sveriges Radio.

## Curiosidades
No video "Horse" (Official Music Video) publicado no Youtube em 17/04/2019, aparece uma paisagem filmada junto ao Forte de Paimogo, concelho da Lourinhã - Portugal. 

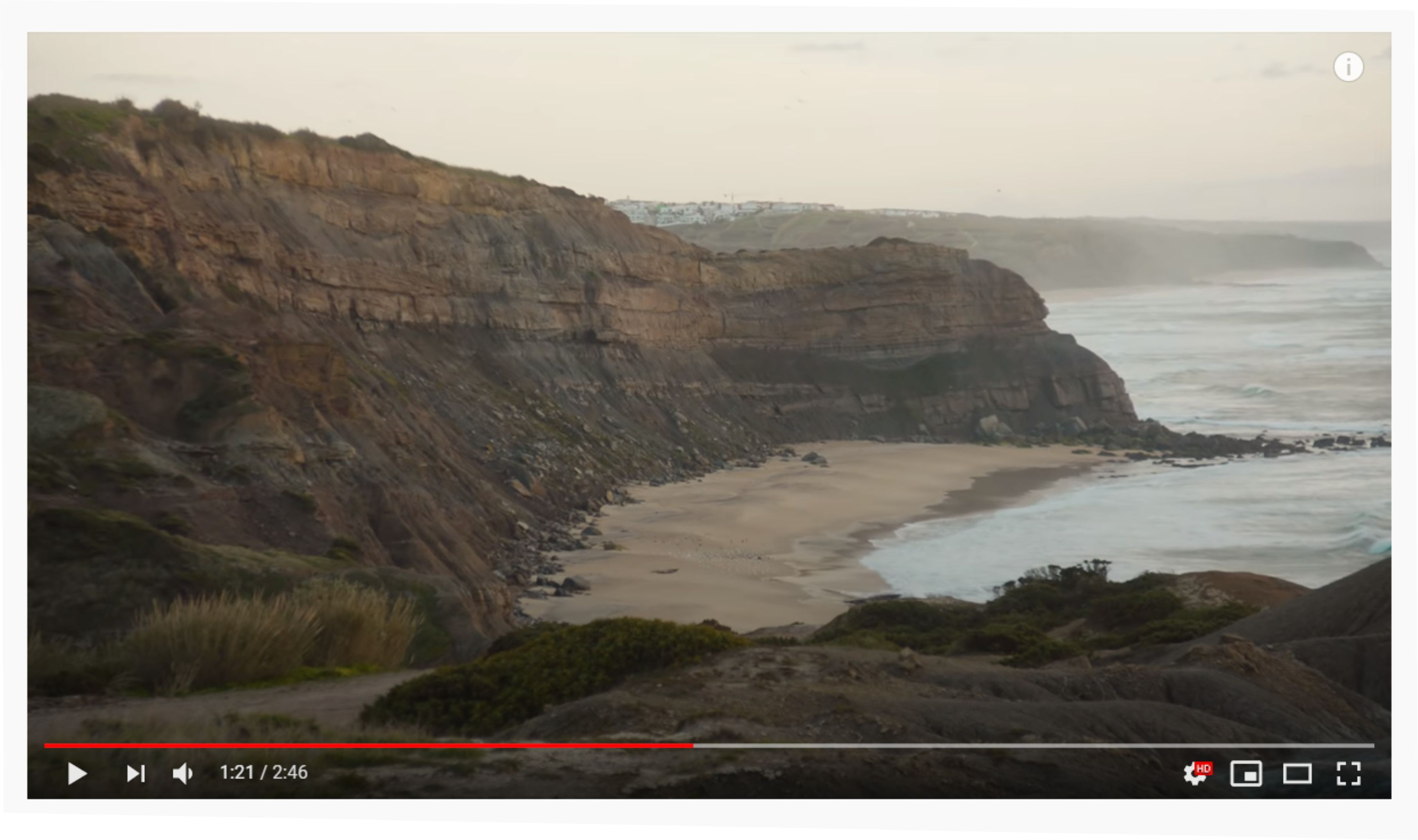
Imagem do video "Horse" com uma vista da Praia do Caniçal - Lourinhã - Portugal

Seus amigos o apelidaram de Salvatore Ganacci, depois que seus longos cabelos ficaram no caminho de seus oponentes enquanto jogavam futebol.

## Carreira
Em 2010, Kobilic começou a estudar na Musikmakarna em Örnsköldsvik, Suécia.
Em 2014, Ganacci lançou sua primeira colaboração com Jillionaire de Major Lazer. Seu single de estréia, "Fresh", lançado pela Universal Music Group, tornou-se um sucesso instantâneo .
Em 2015, Ganacci assinou um contrato com a gravadora Refune Music de Sebastian Ingrosso. Ele também lançou um vídeo para "dinheiro no meu colchão".
Em 2017, Ganacci se apresentou no  Festival Tomorrowland.
Em 2018, Ganacci se apresentou no Ultra Music Festival e o palco principal do  Festival Tomorrowland, com uma destacada ressalva, devido a uma forte personalidade do show.

## Discografia

### Singles
- 2019 - Salvatore Ganacci - Horse (Official Music Video)
- 2018 - Salvatore Ganacci, Sanjin - "Motorspeed 300km / h"

- 2017 - Salvatore Ganacci - ¨Imagine¨

- 2017 - Salvatore Ganacci com Sam Gray - ¨Way back Home¨
- 2017 - Bro Safari, Dillon Francis e Salvatore Ganacci - "XL"
- 2017 - Sebastian Ingrosso e Salvatore Ganacci com Bunji Garlin - "Ride It"

- 2017 - Salvatore Ganacci - "Conversa" 2016 - Salvatore feat. Enya e Alex Aris - "Dive"
- 2016 - Sanjin, Major Lazer e Salvatore - "Nah Tell Dem" (ZATARA / Mad Decent)
- 2016 - Sebastian Ingrosso x LIOHN x Salvatore Ganacci - "BANDEIRAS!" (Sebastian Ingrosso)
- 2015 - Salvatore Ganacci x Mad Decent - "Dinheiro" (Dim Mak Records)

- 2015 - Salvatore Ganacci feat. Trinidad James - "Dinheiro no meu colchão" (Sebastian Ingrosso)
- 2015 - Axwell e Ingrosso x Salvatore Ganacci com Pusha T & Silvana Imam - "Não pode nos segurar" (Sebastian Ingrosso / Def Jam Recordings)
- 2014 - Jillionaire e Salvatore Ganacci com Sanjin - "FRESH" (Universal Music Group / Registros da República)

### Remixes
- 2018 - Swedish House Mafia e Knife Party - "Antidote" (Salvatore Ganacci Remix) (Virgin Records)
- 2016 - Rebecca & Fiona - "Sayonara" (Salvatore Ganacci Remix) (Universal Music Group)
- 2015 -  Loreen - "Paperlight Revisited" (Warner Music Group)
- 2015 - Dada Life - "Hoje a noite somos crianças de novo" (Salvatore Ganacci Remix) (Universal Music Group)
- 2014 - Afrojack façanha. ["Snoop Dogg]] -" Dynamite "(Salvatore Ganacci e Jillionaire Remix) (Island Records)
- 2014 - Alesso feat. Tove Lo - "Heroes" (Salvatore Ganacci Remix) (Def Jam Recordings)
- 2014 - Eu vejo Monstas - "Círculos" (Salvatore Ganacci Remix) (Interscope Records / Polydor)
- 2014 - Tove Styrke - "Borderline" (Salvatore Ganacci Remix) (Sony / Registros da RCA)
- 2013 - Inna - "Be My Lover" (Salvatore Ganacci Remix) ( Roton)